# Val Rezzo
Val Rezzo (lombardul: Val Rezz) település Olaszországban, Lombardia régióban, Como megyében. Lakosainak száma 169 fő (2023. január 1.). Val Rezzo Carlazzo, Cavargna, Porlezza, San Nazzaro Val Cavargna, Valsolda, Corrido, Lugano és Ticino kanton községekkel határos.

## Népesség
A település lakossága az elmúlt években az alábbi módon változott:
| Lakosok száma | 173  | 172  | 169  |
|               | 2017 | 2018 | 2023 |